# Denis Gargaud-Chanut
Denis Benoît Gargaud-Chanut (Apt, 22 de julio de 1987) es un deportista francés que compite en piragüismo en la modalidad de eslalon.
Participó en los Juegos Olímpicos de Río de Janeiro 2016, obteniendo una medalla de oro en la prueba de C1.
Ganó nueve medallas en el Campeonato Mundial de Piragüismo en Eslalon entre los años 2009 y 2021, y nueve medallas en el Campeonato Europeo de Piragüismo en Eslalon entre los años 2009 y 2021.

## Palmarés internacional
| Juegos Olímpicos   | Juegos Olímpicos         | Juegos Olímpicos  | Juegos Olímpicos |
| Año                | Lugar                    | Medalla           | Competición      |
| ------------------ | ------------------------ | ----------------- | ---------------- |
| 2016               | Río de Janeiro (Brasil)  | Medalla de oro    | C1 individual    |
| Campeonato Mundial |                          |                   |                  |
| Año                | Lugar                    | Medalla           | Competición      |
| 2009               | Seo de Urgel (España)    | Medalla de plata  | C1 por equipos   |
| 2010               | Liubliana (Eslovenia)    | Medalla de oro    | C2 por equipos   |
| 2010               | Liubliana (Eslovenia)    | Medalla de plata  | C2 individual    |
| 2011               | Bratislava (Eslovaquia)  | Medalla de oro    | C1 individual    |
| 2011               | Bratislava (Eslovaquia)  | Medalla de oro    | C2 por equipos   |
| 2011               | Bratislava (Eslovaquia)  | Medalla de plata  | C2 individual    |
| 2013               | Praga (República Checa)  | Medalla de bronce | C1 por equipos   |
| 2017               | Pau (Francia)            | Medalla de bronce | C1 por equipos   |
| 2021               | Bratislava (Eslovaquia)  | Medalla de oro    | C1 por equipos   |
| Campeonato Europeo |                          |                   |                  |
| Año                | Lugar                    | Medalla           | Competición      |
| 2009               | Nottingham (Reino Unido) | Medalla de plata  | C1 por equipos   |
| 2010               | Bratislava (Eslovaquia)  | Medalla de bronce | C1 por equipos   |
| 2011               | Seo de Urgel (España)    | Medalla de oro    | C1 por equipos   |
| 2011               | Seo de Urgel (España)    | Medalla de bronce | C1 individual    |
| 2012               | Augsburgo (Alemania)     | Medalla de bronce | C1 por equipos   |
| 2018               | Praga (República Checa)  | Medalla de oro    | C1 por equipos   |
| 2018               | Praga (República Checa)  | Medalla de bronce | C2 por equipos   |
| 2019               | Pau (Francia)            | Medalla de plata  | C1 por equipos   |
| 2021               | Ivrea (Italia)           | Medalla de oro    | C1 individual    |